# Seljak
Seljak je priimek več znanih Slovencev:
- Francka Seljak (*1930), kanadsko-slovenska kulturna delavka
- Gabrijel Seljak (*1950), agronom in entomolog
- Ivan Seljak - Čopič (1927—1990), slikar, grafik in ilustrator
- Iztok Seljak (*1964), menedžer (gospodarstvenik), dr.
- Janko Seljak, ekonomist, statistik
- Jernej Selak (1789—1866), upravni politični uradnik
- Jernej/Jerko (don Kostko/Kostka) Sel(j)ak (1893—1968), frančiškan in glasbenik
- Marija Seljak, zdravnica (Golnik)
- Milan Seljak (1929–2015), glasbeni organizator
- Peter Seljak (*1941), arhitekt
- Roman Seljak (1934—1994), smučarski tekač
- Simon Seljak (1815—?), finančni uradnik na Dunaju
- Tomaž Seljak (1839—1884), podobar
- Tomaž Seljak (1878—1964), slikar, podobar, fotograf
- Tomaž Seljak (*1950), informatik ("IZUM"/Cobiss)
- Uroš Seljak (*1966), astrofizik in kozmolog
- Zoran Seljak (1929—1988), strojnik